# Laura Dittli
Laura Dittli (* 11. März 1991 in Zug; heimatberechtigt in Gurtnellen) ist eine Schweizer Politikerin (Die Mitte, vormals  CVP). Sie wurde am 2. Oktober 2022 neu in den Regierungsrat des Kantons Zug gewählt. Seit Januar 2023 ist sie Vorsteherin der Zuger Sicherheitsdirektion.

## Leben
Dittli wuchs auf einem Bauernhof in der Zuger Gemeinde Oberägeri auf und besuchte die dortige Primarschule. 2010 erlangte sie die Matura an der Kantonsschule Zug. Danach absolvierte sie ein Studium der Rechtswissenschaften an der Universität Luzern, das sie 2013 mit dem Bachelor abschloss. Sie setzte ihr Studium zweisprachig an den Universitäten Luzern und Neuchâtel fort und schloss es 2015 als Master of Law ab. Von 2015 bis 2018 absolvierte Dittli verschiedene Berufspraktika in Anwaltskanzleien und am Gericht, zudem erwarb sie das Zuger Anwalts- und Notariatspatent. Seit 2018 ist sie als Rechtsanwältin und Notarin in Baar tätig. Ihre Schwester Valérie Dittli ist ebenfalls Politikerin, sie amtet seit 2022 als Waadtländer Staatsrätin. Mit Laura und Valérie Dittli hat erstmals ein Schwesternpaar praktisch zeitgleich den Sprung in den Regierungsrat eines Schweizer Kantons geschafft.
Seit 2021 ist Dittli Mitglied des Stiftungsrates der Hürlimann-Wyss Stiftung in Zug. Von 2015 bis 2020 amtete sie zudem als Vorstandsmitglied der Fachstelle punkto Eltern, Kinder & Jugendliche.

## Politik
Dittli liess sich mit 23 Jahren für die damalige CVP aufstellen und wurde sogleich als Vertreterin der Gemeinde Oberägeri in den Kantonsrat Zug gewählt. Zudem wurde sie Mitglied der engeren Justizprüfungskommission und der Konkordatskommission. 2015 gründete Dittli die Junge CVP Zug und gehörte von 2015 bis 2019 dem Vorstand der Jungpartei an. 2018 wurde Dittli im Zuger Kantonsrat wiedergewählt, woraufhin sie von 2019 bis 2022 die Position der Präsidentin der kantonalen CVP bzw. Mitte-Partei übernahm. Mit ihrer Wahl in den Regierungsrat des Kantons Zug am 2. Oktober 2022 trat sie per Ende 2022 als Präsidentin der Kantonalpartei zurück. Mit 21'013 Stimmen erreichte sie bei ihrer Wahl in den Zuger Regierungsrat die zweithöchste Stimmenzahl. Seit Januar 2023 ist sie Vorsteherin der Sicherheitsdirektion.
Laura Dittli ist genauso wie ihre Schwester Valérie Dittli eine der jüngsten Regierungsrätinnen in der Geschichte der Schweiz.